# تاريخ السوشي

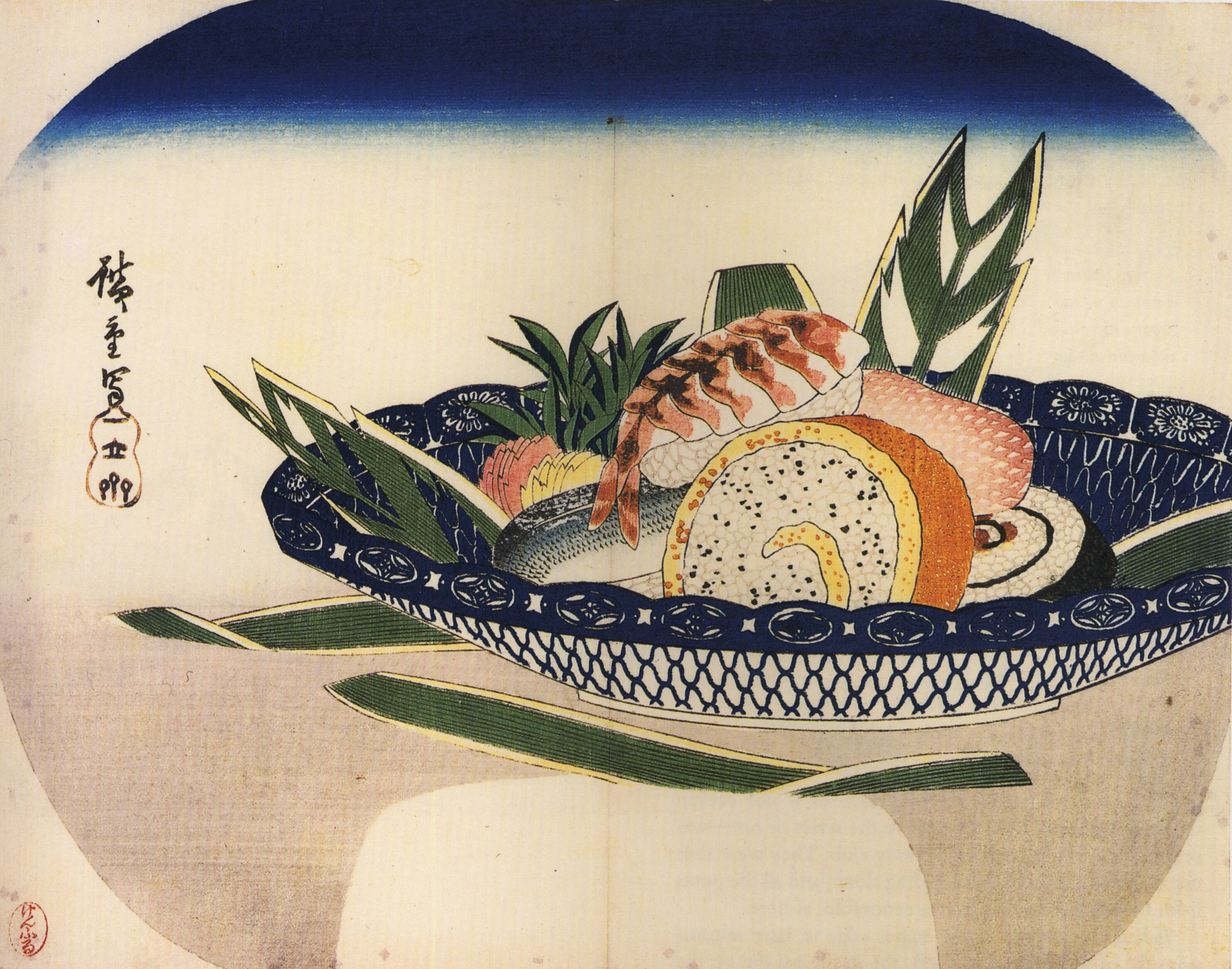
طبق من السوشي (رسمه هيروشيغه)

بدأ تاريخ السوشي في اليابان في القرن الثامن تقريبًا. وتطور النوع الأصلي من السوشي أولاً في جنوب شرق آسيا كوسيلة لحفظ السمك في الأرز المتخمر. وفي فترة موروماتشي، انتشرت عادةُ الناس في تناول الأرز أيضًا مع السمك. وأثناء عصر إيدو، تم استخدام الخل بدلاً من التخمر باللاكتوز في تخمير الأرز. أما في العصر الحديث، يعتبر السوشي أحد الأشكال الأولى لـ الوجبات السريعة التي ترتبط ارتباطاً وثيقاً بالثقافة اليابانية.

## التاريخ المبكر
لقد تطور النوع الأصلي من السوشي، المعروف اليوم باسم ناري سوشي (馴れ寿司, 熟寿司، السوشي المتخمر)، في منطقة جنوب شرق آسيا ثم انتشر منها إلى جنوب الصين قبل أن يدخل اليابان في وقت ما في القرن الثامن. فقد كان يتم تمليحه وتغطيته بالأرز المتخمر، وهو طبق تقليدي للأرز المتخمر بحمض اللاكتوز. ناري سوشي كان يصنع من السمك المنزوع الأمعاء المخزن في الأرز المتخمر لعدة شهور كوسيلة للحفظ. فقد كان تخمر الأرز يحول دون فساد السمك. ثم كان يتم التخلص من الأرز المتخمر وتناول الأسماك فقط. وكان هذا النوع الأول من السوشي مصدرًا مهمًا للبروتين بالنسبة لليابانيين.
يفضل اليابانيون تناول السمك مع الأرز، المعروف باسم نامانار أو ناماناري (生成, なまなれ, なまなり, نصف متخمر). وفي أثناء فترة موروماتشي كان الناماناري من أشهر أنواع السوشي. الناماناري كان عبارة عن سمك غير مكتمل النضج ملفوف في الأرز ويتم تناوله طازجًا قبل أن يتغير طعمه. ولم تعد تلك الطريقة الجديدة لتناول السمك طريقةً للحفظ بل هي طبق جديد في المطبخ الياباني.
في أثناء عصر إيدو، تم تقديم نوع ثالث من السوشي، وهو هايا زوشي (早寿司، 早ずし، السوشي السريع). هايا زوشي يُصنع بحيث يتم استهلاك كل من الأرز والسمك معًا في وقت واحد، وأصبح هذا الطبق فريدًا في الثقافة اليابانية. وكانت هذه هي المرة الأولى التي لا يستخدم فيها الأرز في التخمير. بل أصبح الأرز يُخلط بالخل والسمك والخضروات مع مواد غذائية مجففة. ولا زال هذا النوع من السوشي شائعًا جدًا اليوم. وتستخدم كل منظمة الطعوم المحلية في إنتاج تشكيلة مختلفة من السوشي والتي انتقلت عبر العديد من الأجيال.
عندما كانت طوكيو لا تزال تعرف باسم إيدو في بداية القرن التاسع عشر، أصبحت أكشاك الأطعمة المتنقلة التي يديرها البائعون الجائلون ظاهرة شهيرة. وفي أثناء هذه الفترة تم تقديم نيغري سوشي (握り寿司)، وكان عبارة عن كومة مستطيلة من الأرز تغطيها شريحة من السمك. وبعد زلزال كانتو الكبير عام 1923، تم إجلاء طهاة النيغري سوشي من إيدو إلى جميع أنحاء اليابان وبهذا انتشر هذا الطبق في جميع أنحاء البلاد.
يعد السوشي المعروف عالميًا اليوم باسم «السوشي» (نيغري سوشي؛ حسب كانتو) طعامًا سريعًا ابتكره هانيا يوهي (華屋与兵衛؛ 1799–1858) في نهاية عصر إيدو في طوكيو الحديثة (إيدو قديمًا). فلقد كان الناس يعيشون في طوكيو حياة سريعة منذ مئة عام خلت. ولم يكن النيغري سوشي الذي ابتكره هانيا متخمرًا ويمكن أكله باستخدام الأصابع أو أعواد الأكل. وكان شكلاً أوليًا للطعام السريع الذي يمكن تناوله أمام الجميع أو في المسارح.

### فونا سوشي
تعد الفونا سوشي أحد الأنواع النادرة من الناري سوشي التي لا تزال تطهى بالقرب من بحيرة بيوا في محافظة شيغا. فلقد قام ثمانية عشر جيلاً من عائلة كيتاماورا بإعداد هذا الطبق في كيتاشينا منذ 1619.
فقد كان يتم نزع حراشف سمك الفونا وإخراج الأمعاء من خلال الخيشوم ليظل جسم السمكة سليمًا (وغالبًا البطارخ). ثم يتم حشو السمك بالملح وتخزينه لمدة عام قبل أن يعاد حشوه كل سنة بالأرز لمدة تصل إلى أربع سنوات. ويكون المنتج النهائي عبارة عن طبق متخمر يمكن تقطيعه إلى شرائح رفيعة أو يستخدم كأحد مكونات الأطباق الأخرى.
تصنع الفونا سوشي الأصلية من نوع خاص من الأسماك يطلق عليه اسم نيجو روبونا (Carassius auratus grandoculis) الفريد في هذه البحيرة. لذا فمن التضليل أن يقال إن «الشبوط القاسي» يستخدم في إعداد الفونا سوشي، كما لو أن أي نوع من الفونا الكبير من نوع الشبوط يمكن أن يستخدم بصورة عشوائية (أو أنه يمكن استخدام أي نوع أوروبي). ولكن من الحق أن نقول إنه نظرًا لانخفاض عدد الأسماك التي يتم صيدها من هذا النوع في السنوات الأخيرة، أصبح يتم استخدام أنواع أخرى محلية بدلاً منها.

### ظهور السوشي في الغرب
رصد قاموس أوكسفورد الإنجليزي أول ورود لكلمة سوشي في كتاب صدر عام 1893 تحت عنوان الداخلية اليابانية، حيث ذكر أن «السكان المحليين قدموا لنا الشاي والسوشي أو شطيرة الأرز». وهناك أيضًا ذكر لكلمة سوشي في قاموس ياباني إنجليزي منذ عام 1873, وفي مقالة نشرت عام 1879 عن المطبخ الياباني في الدورية Notes and Queries.
لقد ظهر تقرير عن تناول السوشي في بريطانيا عندما قام الأمير حينئذٍ أكيهيتو (ولد عام 1933) بزيارة الملكة إليزابيث الثانية أثناء حفل التتويج في شهر مايو من عام 1953. وفي أمريكا في شهر سبتمبر من عام 1953، ذكر أن الأمير أكيهيتو كان يتناول السوشي في السفارة اليابانية في واشنطن عندما استضافه السفير إيكيشي أراكي (1891–1959).

## السوشي في اليابان

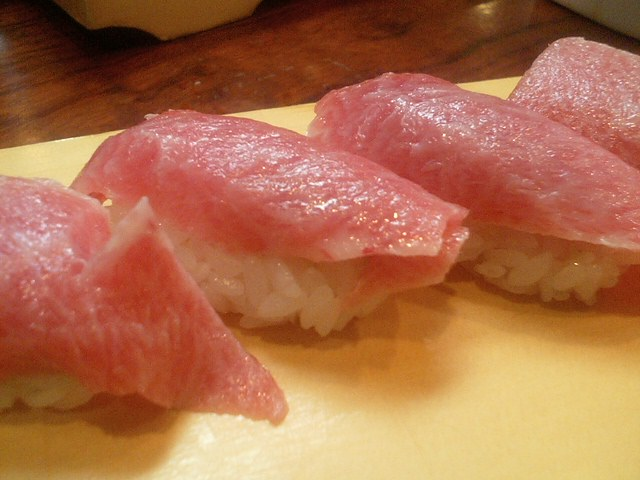
تونا سوشي

لقد ظهرت أول إشارة إلى السوشي في اليابان عام 718 في دستور يوريو (養老律令 يورو-ريتسوريو). ولكونها مثالاً عن الضرائب المدفوعة عن الأشياء الفعلية، كتبت هكذا "雑鮨五斗 (‏64 لترًا تقريبًا من zakonosushi أو zatsunosushi؟‏)". ولكن ما من سبيل لمعرفة ماهية كلمة «السوشي» أو حتى كيف كانت تنطق. وفي القرن التاسع والقرن العاشر أصبحت كلمتا "鮨" و"鮓" تقرآن «سوشي». وكانت كلمة «سوشي» هذه مشابهة لكلمة ناري سوشي المستخدمة اليوم.
على مدار معظم السنوات الثمانمائة التالية، حتى بداية القرن التاسع عشر، تغير السوشي ببطء وتغير أيضًا المطبخ الياباني. فبدأ اليابانيون يتناولون ثلاث وجبات يوميًا، فكان الأرز يغلى بدلاً من تسويته بالبخار، والأهم من كل شيء أنه قد تم ابتكار خل الأرز. وبينما استمر إنتاج السوشي بتخمير السمك مع الأرز، انخفض زمن التخمير تدريجيًا وبدأ تناول الأرز المستخدم في التخمير مع السمك. في فترة موروماتشي (1336 إلى 1573)، تطورت عملية إنتاج السوشي المضغوط تدريجيًا حيث تم التخلي تمامًا عن عملية التخمير وبدأ استخدام الخل. وفي فترة أزوتشي-موموياما (1573–1603)، تم اختراع نامانار. وفي عام 1603، خصص قاموس ياباني برتغالي مدخلاً لكلمة نامانارينا سوشي، والتي تعني حرفيًا سوشي نصف ناضج. وكان يتم تخمير النامانار لفترة أقصر من الناري سوشي وكان يتبل بخل الأرز. ولكنها لا زالت تحتفظ بالرائحة المميزة للناري سوشي.
يحتمل أن رائحة الناري سوشي هي السبب وراء تقصير مدة عملية التخمير وإلغائها لاحقًا. فقد كانت توصف عمومًا بأنها «علامة بين الجبن الأزرق والسمك وخل الأرز». ولقد بينت قصة من قصص كونجاكو مونوغاتاري شو (مجموعة قصص الماضي) في بداية القرن الثاني عشر أن تلك الرائحة لم تكن جذابة، حتى لو كان الطعم شهيًا: Iفي بداية القرن الثامن عشر، تمت إجادة صنع السوشي المضغوط في أوساكا ثم انتقلت إلى إيدو في أواسط القرن الثامن عشر. وكانت يتم بيع السوشي هذا إلى العملاء، ولكن نظرًا لأنه كان لا يزال بحاجة إلى فترة تخمر قصيرة، كانت المتاجر تعلق إعلانات وملصقات تبين للعملاء متى يأتون لشراء السوشي. وكان السوشي يباع أيضًا بالقرب من حديقة أثناء فترة هانامي (مشاهدة الزهور) وفي المسارح في علب طعام من نوع بنتو. وكان إناراسوشي يباع أيضًا مع السوشي المضغوط. كما أصبح ماكي سوشي وشيراشي سوشي شائعين أيضًا في فترة إيدو.
كانت هناك ثلاثة مطاعم شهيرة للسوشي في إيدو، مانوكي سوشي (松之鮨) ويوهي سوشي (興兵衛鮓) وكنوكي سوشي (けぬき寿し) ولكن كان هناك أيضًا آلاف من مطاعم السوشي. ولقد تم إنشاء هذه المطاعم على مدار عشرين سنة بالكاد مع بداية القرن التاسع عشر. وكان النيجري سوشي ضربة قوية وانتشر في إيدو انتشار النار في الهشيم. ولقد ذكر مؤلف كتاب موريسادامانكو (守貞謾稿) الصادر عام 1852 أنه يوجد في كل مساحة تشو (100 متر في 100 متر أو 10,000 متر مربع) في مدينة إيدو مطعم أو اثنان من مطاعم السوشي، ولكن يوجد مطعم سوبا واحد فقط في كل مساحة أو اثنين من مساحات تشو. ما يعني أنه كان يوجد تقريبًا مطعما  سوشي مقابل كل مطعم سوبا.
لا تطابق الأشكال الأولى للنيجري سوشي الأشكال المتنوعة الموجودة اليوم. فيتم تتبيل لحم السمك في صلصة الصويا أو الخل أو تتم إضافة كمية كبيرة من الملح بحيث لا ينبغي غمس السمك في صلصة الصويا. ويتم طهي بعض أنواع السمك قبل وضعه على السوشي. وكان هذا يتم جزئيًا نتيجة الحاجة فلم تكن هناك مبردات. وكانت كل قطعة من السوشي أيضًا أكبر من اليوم، بل كانت كل قطعة تعادل قطعتين من اليوم.
لقد أدى تطور عملية التبريد الحديث إلى وصول السوشي المصنوع من السمك النيئ إلى المزيد من العملاء أكثر من أي وقت مضى. ولقد شهد القرن العشرون الماضي اكتساب السوشي شهرة كبيرة في جميع أنحاء العالم.

## أصل الكلمة
يكتب الاسم الياباني لكلمة «سوشي» باستخدام لغة الكانجي (المقاطع الصينية) المستخدمة لـالأطباق الصينية التي تشبه قليلاً السوشي اليوم.
قد يكون إحدى تلك الكلمات هي السمك المخلل المملح. ظهر أول استخدام لمقطع "鮨" في الوجه واليد، كما أن أقدم قاموس صيني يعتقد أنه قد كتب في القرن الثالث قبل الميلاد تقريبًا. وتفسر حرفيًا بأنها «الأطباق المصنوعة باستخدام السمك (تسمى) 鮨، وتلك المصنوعة باستخدام اللحوم (تسمى) 醢». "醢" عبارة عن لحم متخمر يصنع من الملح ولحم الخنزير المفروم بينما "鮨" عبارة عن لحم متخمر مصنع من الملح والسمك المفروم. ويعتقد أن المقطع الصيني "鮨" ترجع أصوله إلى فترة أقدم من ذلك، ولكن هذا أول ورود مسجل لهذا المقطع عند ارتباط معناه بالطعام. بينما المقطع "鮨" لا يرتبط بالأرز.
في القرن الثاني الميلادي، تم استخدام مقطع آخر لكتابة «سوشي»، "鮓"، ولقد ظهر في قاموس صيني آخر عن مملكة هان: "鮓滓也 以塩米醸之加葅 熟而食之也"، التي تترجم كـ «鮓滓 وهو طعام حيث يخلل السمك بالأرز والملح ثم يؤكل السمك عندما يكون جاهزًا». ويعتقد أن هذا الطعام مشابه لـ ناري سوشي أي السمك المتخمر لفترة طويلة مع الأرز ثم يتم تناوله بعد إزالة الأرز.
لكن بعد مرور قرن من الزمان، أصبح معنى المقطعين ملتبسًا وعندما وصل هذان المقطعان إلى اليابان، لم يكن الصينيون أنفسهم يستطيعون التمييز بينهما. ولقد توقف الصينيون عن استخدام الأرز كجزء من عملية التخمر ثم توقفوا تمامًا عن تناول السمك المخلل. وفي زمن أسرة مينج، اختفى "鮨" و"鮓" من المطبخ الصيني.

## وصلات خارجية
- History of Sushi
- Sushi Dictionary (寿司用語辞典; in Japanese)
- Sushi Q & A نسخة محفوظة 8 أبريل 2005 على موقع واي باك مشين. (すしのQ&A; in Japanese)
- Global Sushi: Soft Power and Hard Realities[وصلة مكسورة] Video of a talk given at Boston University about sushi's rise to global popularity, April 3, 2009